# Rafał Dębski
Rafał Dębski (ur. 1969 w Oleśnicy) – polski pisarz fantasy, science fiction, powieści historycznych, wojennych, sensacyjnych oraz kryminalnych. Z wykształcenia i zawodu psycholog (absolwent wydziału psychologii KUL). Od czerwca 2009 do maja 2012 redaktor naczelny miesięcznika „Science Fiction, Fantasy i Horror”.

## Życiorys
Debiutował w „Nowej Fantastyce” nr 5/1998 opowiadaniem „Siódmy liść”. Do dziś opublikował liczne opowiadania i powieści. Jego teksty pojawiały się w „Fenixie”, „Magii i Mieczu” i „Science Fiction, Fantasy i Horror”. Współpracował też z „Gazetą Rycerską” i pismami kobiecymi.
W 2005 roku została opublikowana jego pierwsza powieść „Łzy Nemezis”. W zakresie literatury fantasy otrzymał nagrodę „Nautilus” w 2007 roku za powieść „Czarny Pergamin” i w 2008 za „Gwiazdozbiór kata”. Ponadto opublikował cykl kryminałów, których główną postacią jest komisarz Michał Wroński, napisał też powieść dziejącą się podczas konfliktu rosyjsko-czeczeńskiego. Zajmuje się ponadto tłumaczeniami z języka rosyjskiego.

## Publikacje

### Powieści
- Łzy Nemesis, Copernicus Corporation, 2005 (ISBN 83-86758-67-8); Fabryka Słów, 2009 ISBN 978-83-7574-007-3 (2. wyd., rozszerzone)
- Czarny Pergamin, Fabryka Słów, 2006 (ISBN 83-60505-12-8)
- Przy końcu drogi, Fantasmagoricon, 2006 (ISBN 83-86758-68-6)
- Gwiazdozbiór kata, Wydawnictwo Dolnośląskie, maj 2007 (ISBN 978-83-7384-643-2)
- Kiedy Bóg zasypia, Fabryka Słów, 2007 (ISBN 978-83-60505-43-4), 2018 (ISBN 978-83-7964-319-6)
- Wilki i Orły, Red Horse, 2008 (ISBN 978-83-60504-45-1)
- Słońce we krwi, Red Horse, 2008 (ISBN 978-83-60504-66-6)
- Zoroaster. Gwiazdy umierają w milczeniu, Fabryka Słów, 2010 (ISBN 978-83-7574-127-8)
- Światło cieni, REBIS, 2014 (ISBN 978-83-7818-455-3)
- Kamienne twarze, marmurowe serca, REBIS, 2014 (ISBN 978-83-7818-564-2)
- Łuna za mgłą, REBIS, 2016 (ISBN 978-83-7818-766-0)
- Ramię Perseusza. Z głębokości, REBIS, 2017 (ISBN 978-83-8062-220-3)
- Jadowity miecz, Fabryka Słów, 2018 (ISBN 978-83-7964-332-5)
- Miłość Bogów, Fabryka Słów, 2019 (ISBN 978-83-7964-462-9)

### Cykl „Wilkozacy”
- Wilcze prawo, Fabryka Słów, 2010 (ISBN 978-83-7574-267-1)
- Krew z krwi, Fabryka Słów, 2012 (ISBN 978-83-7574-825-3)
- Księżycowy Sztylet, Fabryka Słów, 2015 (978-83-7964-112-3)

### Cykl „Rubieże Imperium”
- Kraniec nadziei, Drageus Publishing House, 2015 (ISBN 978-83-64030-43-7)
- Żar tajemnicy, Drageus Publishing House, 2015 (ISBN 978-83-64030-58-1)

### Cykl o komisarzu Wrońskim
- Labirynt von Brauna, Wyd. Dolnośląskie, 2007 (ISBN 978-83-7384-618-0)
- Żelazne kamienie, Wyd. Dolnośląskie, 2007 (ISBN 978-83-245-8522-9)
- Krzyże na rozstajach, Wyd. Dolnośląskie, 2008 (ISBN 978-83-245-8649-3)

### Cykl „Żelazny kruk”
- Wyprawa, Wydawnictwo Jaguar, 2018 (ISBN 978-83-7686-727-4)
- Szalony mag, Wydawnictwo Jaguar, 2019 (ISBN 978-83-7686-776-2)
- Gniazdo, Wydawnictwo Jaguar, 2020 (ISBN 978-83-7686-867-7)

### Zbiory opowiadań
- Pasterz upiorów, Fantasmagoricon, 2007 (ISBN 978-83-925540-5-9)
- Serce teściowej, Fabryka Słów, 2008 (ISBN 978-83-7574-018-9)